# Šariš

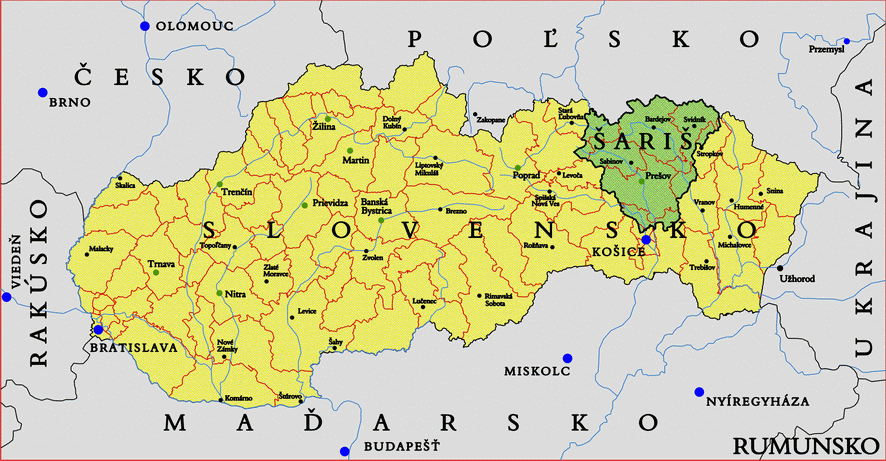
Šariš in der heutigen Slowakei

Šariš, deutsch Scharosch (ungarisch Sáros), ist eine Landschaft in der Slowakei.
Die Landschaft liegt in der Nordostslowakei und der slowakische Name „Šariš“ wird jetzt als inoffizielle Bezeichnung für dieses Gebiet und als offizielle Bezeichnung einer Tourismusregion (Šarišský región) verwendet. Auch eine Brauerei trägt diesen Namen.
Die Tourismusregion Šariš (slowakisch Šarišský región cestovného ruchu) erstreckt sich über die Okresy:
- Prešov
- Sabinov
- Bardejov
- Svidník

Die historische Landschaft bedeckt zudem teilweise die Okresy Stará Ľubovňa (Ostteil), Stropkov (im Nordwesten), Vranov nad Topľou (im Nordwesten) und Košice-okolie (Norden und Nordosten), dazu den Stadtteil Kavečany in Košice (Okres Košice I) sowie die Katastralgemeinde Rolova Huta der Gemeinde Margecany im Okres Gelnica.
Der Name leitet sich von der Burg Scharosch in Veľký Šariš ab, diese gab auch dem Komitat den Namen.